# Once Tiros
Once Tiros fue una banda de rock uruguaya formada a fines de los noventa en el barrio montevideano Punta Carretas. 
El grupo transitó por varios géneros, teniendo como base fundamental el ska-punk.
Al momento de su disolución, tenían 25 años de carrera y siete discos de estudio editados.

## Trayectoria
Once Tiros tiene siete álbumes publicados: Parvadomus, Glamour y violencia, Momento extraño, Imán, Once Tiros 15 años (DVD), Búnker y Fango.
En Parvadomus, la banda fusiona varios géneros musicales, como el ska, el punk o el reggae. Sebastián Teysera y Nicolás Lieutier de La Vela Puerca se encargaron de la producción artística.
En Glamour y violencia, producido por Fernando Cabrera, la banda sigue la línea de su álbum anterior, en el que fusiona distintos ritmos musicales. 
El disco Momento extraño muestra una mayor variedad musical y en Imán, Once Tiros apuesta por un sonido más crudo que el de los otros discos. Para este álbum la banda está formada por cinco integrantes, a diferencia de los ocho de años anteriores. 
Su disco Búnker, el primero editado de forma independiente por la banda, le valió el reconocimiento de varios premios Graffiti a Banda del año, Mejor Álbum del año por votación popular, Mejor Álbum del año por votación del jurado y Mejor Álbum de Rock y Blues

El 27 de diciembre de 2019, lanzó en todas las plataformas digitales Fango, su sexto álbum de estudio, producido por Bruno Andreu, grabado y mezclado en el estudio Romaphonic en Buenos Aires.
El 15 de enero de 2022, el grupo comunicó a través de sus redes sociales que no continuarían tocando.

## Miembros

### Última Formación
- Pablo "El Negro" Silvera - Voz (1997-2022)
- Bruno "El Gordo" Andreu - Guitarra, Coros (1997-1999, 2002-2022)
- Leonardo Coppola - Guitarra, Coros (2017-2022)
- Juan "El Facha" Lerena - bajo (1997-2022)
- Martín "El Chino" Maristán - batería (1997-2022)

### Miembros Antiguos
- Adrián Nario "El Bananero" - Guitarra (1999-2001)
- Santiago Bolognini - Guitarra (1997-2017)

### Miembros de Tour
- Lucas "El Larva" Lessa - Trompeta
- Ignacio Piñeyro - Saxofón
- Paulo Zuloaga - Saxofón

## Discografía
- Parvadomus (2002)
- Glamour y violencia (2005)
- Momento extraño (2007)
- Imán (2011)
- Búnker (2016)
- Fango (2019)